# Paropsis
Paropsis là một chi Chrysomelidae. Các côn trùng này thường được gọi là bọ rùa hay bọ lá. Chúng có kích thước nhỏ, màu sáng. Tại Úc chúng thường ăn loài Eucalyptus hay Acacia.

## Hình ảnh

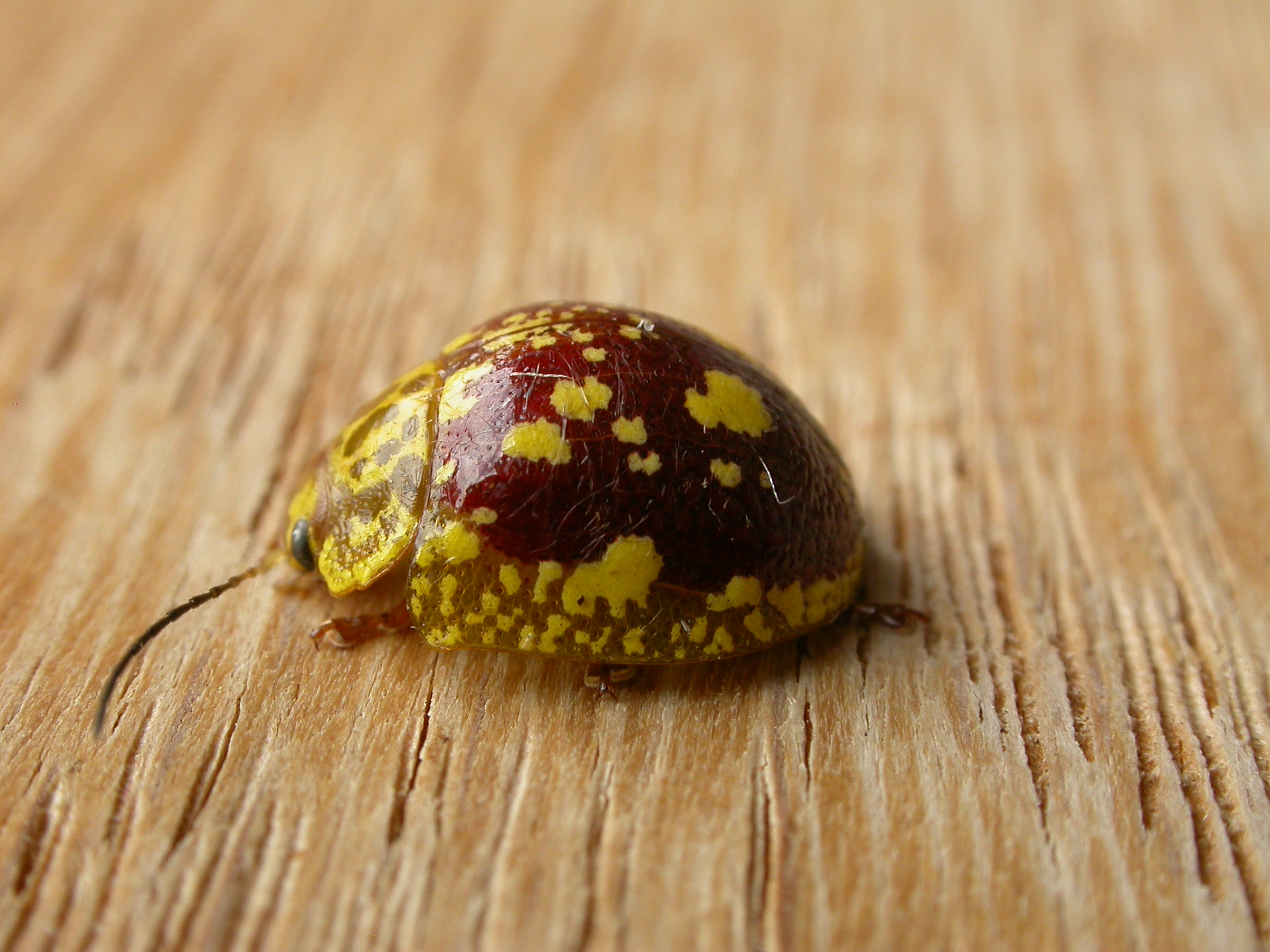
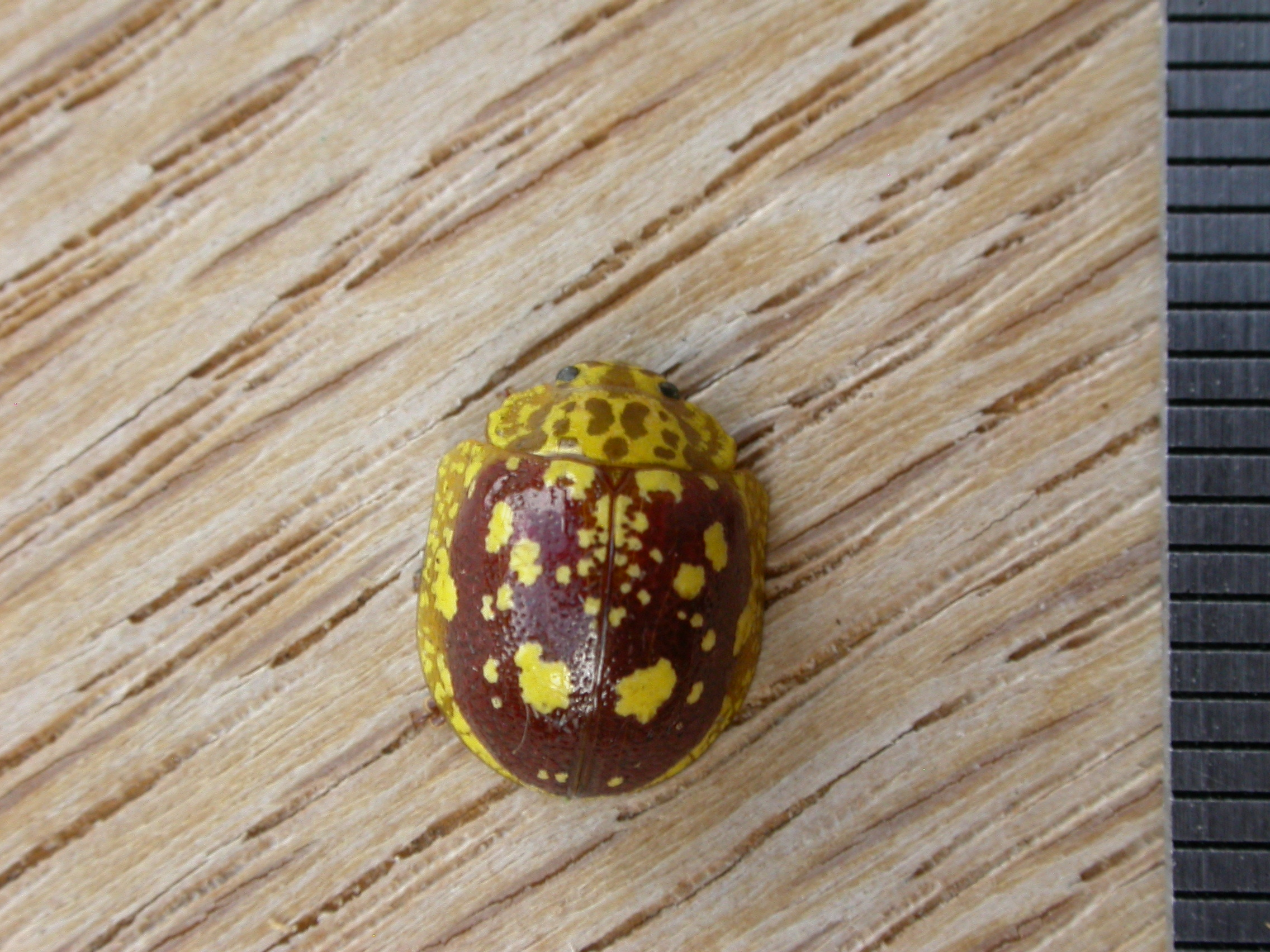
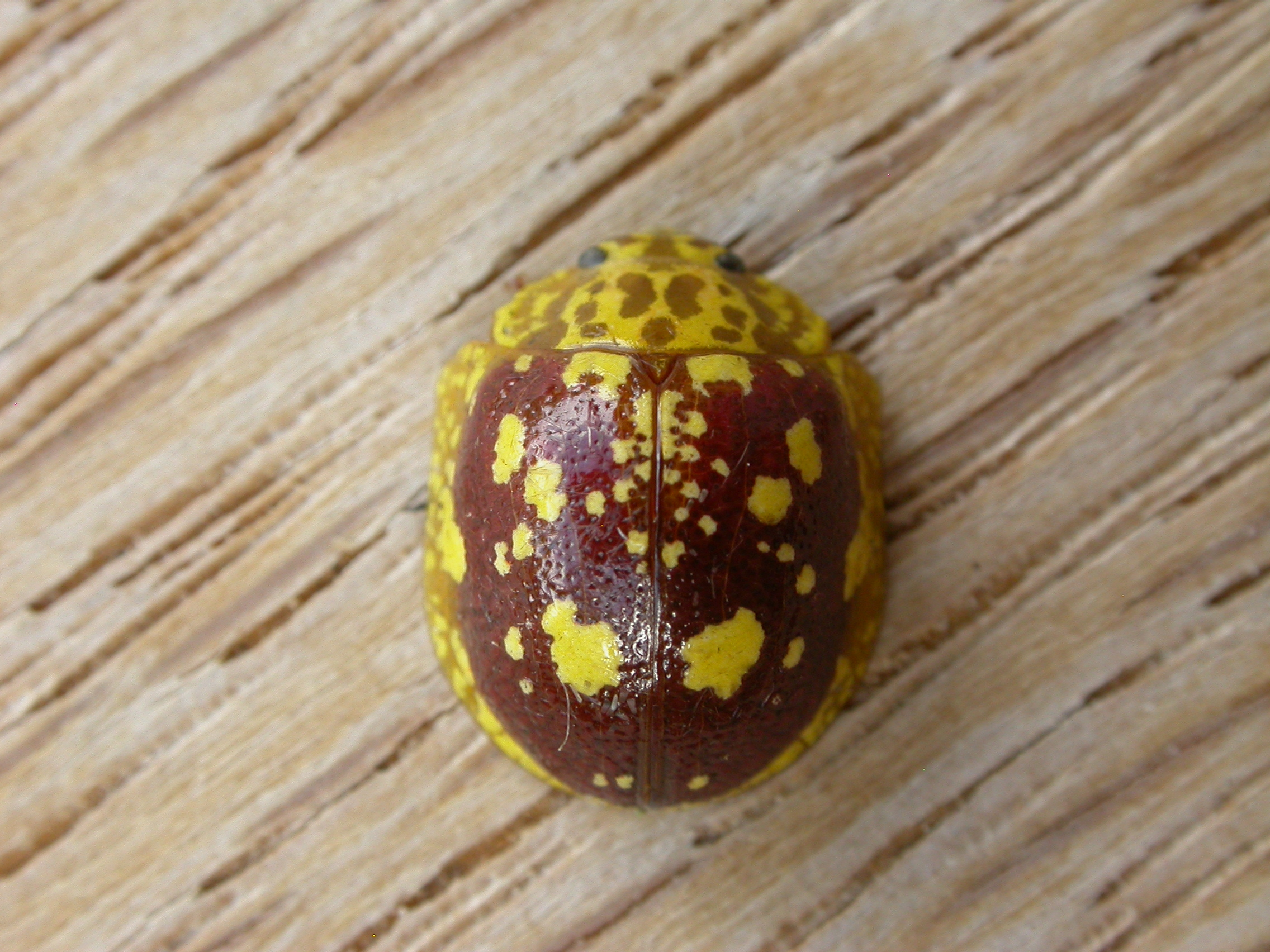
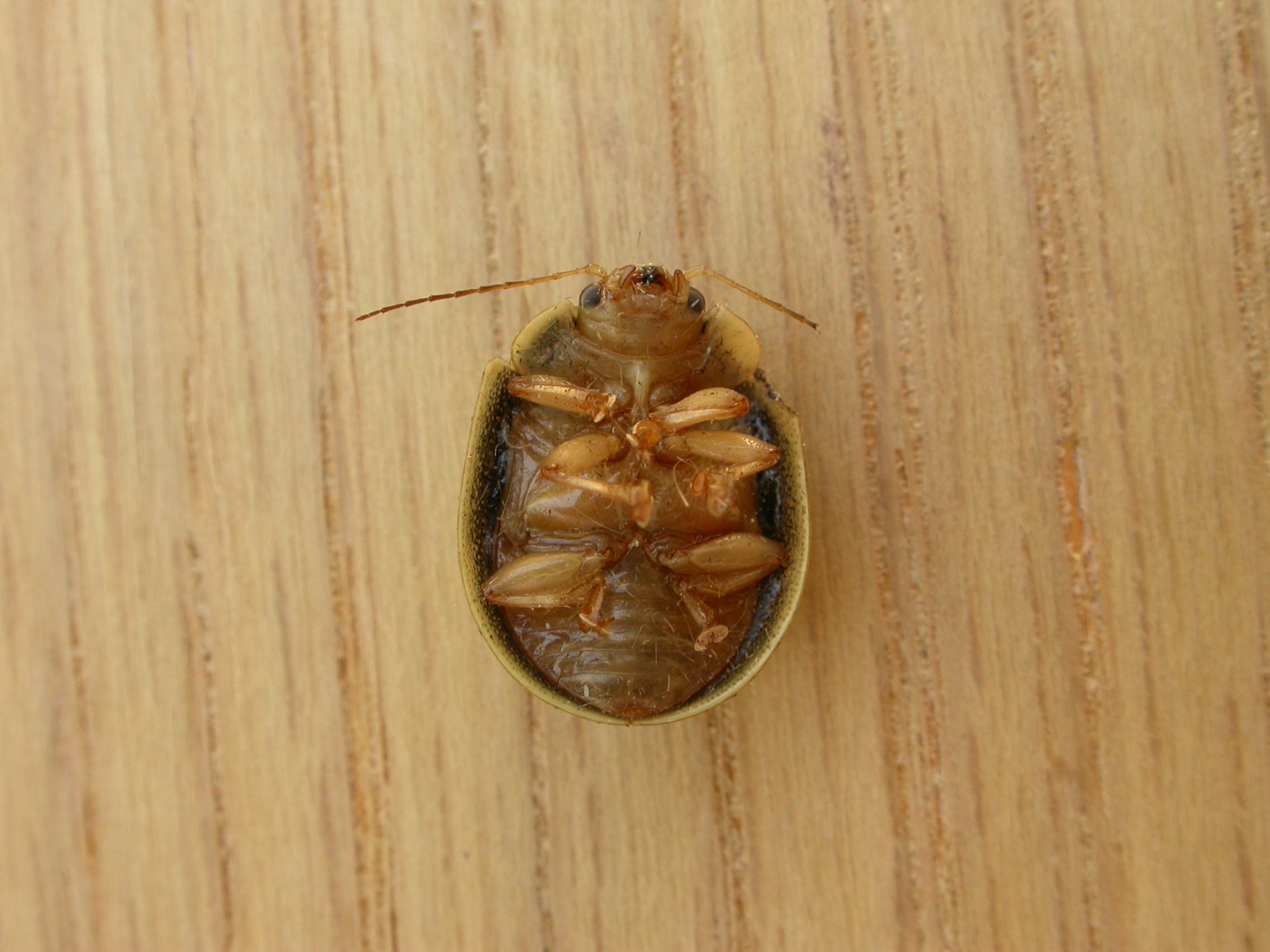